# Original design manufacturer
L'espressione inglese original design manufacturer, sigla ODM, è utilizzata per definire un'azienda progettatrice e produttrice di articoli rivenduti a terze aziende le quali commercializzeranno i prodotti col proprio marchio. Tali aziende ODM permettono che la ditta del marchio produca (come integrazione alla propria produzione o in modo esclusivo) senza che si debba impegnare nell'organizzazione o nella gestione di una fabbrica. 
Le dimensioni delle aziende ODM sono molto aumentate negli ultimi anni e molte di esse riescono a gestire le esigenze di molteplici clienti, fornendo spesso gran parte dell'intera produzione delle aziende terze.
Mentre il termine ODM indica che l'azienda effettua sia la progettazione sia la produzione dell'articolo, le aziende OEM si occupano della sola produzione.